# テヘラン州

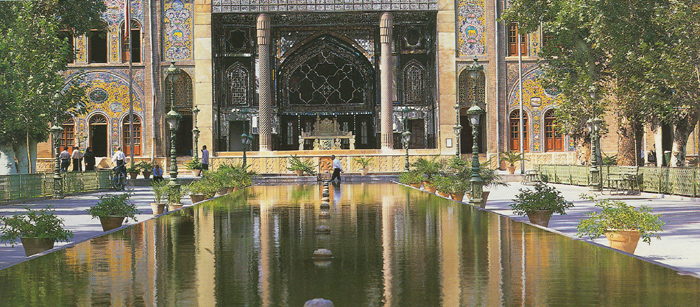
1778年以来のイランの首都テヘランはテヘラン州にある。

テヘラン州（テヘランしゅう、ペルシア語: استان تهران, ラテン文字転写: Ostān-e Tehrān）は、イランの州（オスターン）。面積は18,909km²。イラン高原の北部に位置し、北にマーザンダラーン州、東にセムナーン州、南にゴム州、西にガズヴィーン州と境を接する。州都テヘランはイラン・イスラーム共和国の首都。2005年6月現在、テヘラン州は管下に13郡（シャフレスターン）、43地域行政区（バフシュ）、1358村（デフ）を擁する。
テヘラン州は1778年にガージャール朝の首都となり、以来イラン枢要の都市である。今日、テヘラン都市圏は世界大都市圏の上位20位に入る。

## 地理
テヘラン州の人口は1300万人を超え、イランで最も人口稠密な地域である。住民は約84.15%が都市部で、15.85%が農村部で生活している。
標高は、最高地点がダマーヴァンド山の5,678m、最低地点がヴァラーミーン平原の790mである。
州内の河川のうち大きなものはキャラジュ川とジャージュ・ルード川である。
北のアルボルズ山脈をはじめとして、北東にサーヴァード、フィールーズ、南にはラヴァーサーナート、カラ・ダーグ、 シェミーラーナート、ハサナーバード、ナマクが、南東にはビービー・シャフル・バーヌー、アルガードゥルが、東にはもっとも標高の高いガスレ・フィールーズの山々がある。
気候は南部では温暖で乾燥しているが、山地では冷涼でやや湿潤の度を増す。高地の冬は長く寒さが厳しい。最も暑い時季は7月中旬から9月中旬で28℃から30℃、最も寒いのは12月から1月にかけてで1℃程度まで下がる。テヘラン市街の冬は穏やかだが、夏は暑い。年間平均降水量は約400mm。降水量が多いのは冬である。

## 歴史と文化
テヘラン州には数千年前からの定住を示す複数の考古学遺跡があり、17世紀まではレイが州内で最も有名な都市であった。
しかし、テヘランはその後、急成長して大都市となり、1778年には首都になった。以来、イランの政治、文化、経済、商業の中心である。19世紀以降、著名な学者、作家、詩人、芸術家がテヘランに生まれ、あるいは生活を営んだ。
イラン文化遺産機構に登録された史跡は1,500以上、もっとも古いものは紀元前第4千年紀にさかのぼるフィールーズクーフの2つの遺跡である。

## 地域
- 郡（シャフレスターン）: ダマーヴァンド - エスラームシャフル - フィールーズクーフ - キャラジュ - ナザーラーバード - パークダシュト - レイ - ロバート・キャリーム - サーヴォジュ・ボラーグ - シャフリヤール - シェミーラーナート - テヘラン - ヴァラーミーン

- 地域行政区（バフシュ）: アーブサルド - アンディーシェ - バゲルシャフル - バーゲスターン - ブーメヘン - チャハールダンゲ - ダマーヴァンド - エシュテハールド - エスラームシャフル - フェルドウスィーエ - フィールーズクーフ - ギャルムダッレ - ガルチャク - ゴドゥス - ゴレスターン - ハシュトゲルド - ハシュトゲルデ・ノウ - ジャワーダーバード - ハサナーバード - キャフリーザク - キャマールシャフル - キャラジュ - キーラーン - ラヴァーサーン - マーフダシュト - マラールド - メシュキーンダシュト - モハンマドシャフル - ナスィームシャフル - ナザーラーバード - オウシャン・ファシャム・メイグーン - パークダシュト - パルディース - ピーシュヴァーフ - ロバート・キャリーム - ルーデヘン - サバーシャフル - サファーダシュト - シャーヘドシャフル - シャフリヤール - シャリーファーバード - テヘラン - ワヒーディーエ - ヴァラーミーン

## 今日のテヘラン州
今日のテヘラン州はイラン商業における中心地となっている。事業所は17,000以上、イラン全体の26%以上で雇用人口は約390,000人である。テヘラン州の経済規模はイラン経済全体の30%を占め、消費者市場では40%近くになる。[1]
ラティヤーン・ダム、ラール・ダム、アミール・キャビール・ダムの3つのダムとジャバーン、タールの2つの自然湖が水利資源となっている。州内には170の鉱山があり、森林は330km²、牧草地は12,800km²である。[1]
一年を通じて、アルボルズ山脈の南斜面の山々と渓谷、湖やダム湖がテヘラン州の行楽地となっている。さらに州北部は冬季に積雪、アルボルズの山々はウィンタースポーツに絶好の環境となる。ディーズィーン、シェムシャク、トチャールなどのスキー・リゾートが人気を集めている。

## テヘラン州の旧跡・観光地
テヘラン州には以下のような旧跡・観光地がある。

### 宮殿
- ゴレスターン宮
- ニヤーヴァラーン宮複合施設
- サアダーバード宮
- ソルターナターバード宮
- フィールーゼ宮 （テヘランのゾロアスター教徒コミュニティに属する）
- ソレイマニエ宮
- バハーレスターン宮（イラン第一議会の開催地）
- モルワリード宮（キャラジュ、フランク・ロイド・ライト財団による設計）

### 博物館・美術館・劇場
- サアダーバード美術館
- アーブギーネ博物館（ガラス・陶器博物館）
- イラン国立絨毯美術館
- レザー・アッバースィー博物館
- テヘラン現代美術館
- テヘラン舞台芸術劇場（シャフル劇場）
- タラーレ・ワフダト劇場
- イラン国立博物館（考古学博物館）
- ダラーバード自然史博物館

### 公園、リゾート
- トチャール・リゾート（スキー・リゾートとして有名）
- ダルバンド・ハイキングコース
- チートギャル公園
- メッラト公園
- ラーレ公園
- ジャムシーディーエ公園
- ニヤーヴァラーン公園
- サーエイー公園
- シャトランジュ公園
- ダラーバード・ハイキングコース
- ダラケ・ハイキングコース
- ジャハーネ・クーダク公園
- アーザーディー総合運動公園
- エンゲラーブ総合運動公園・ゴルフコース
- テヘラン郊外には渓谷、泉、滝などが点在する。
- ラティヤーン湖
- ラヴィーザーン森林公園
- ヴァルダーヴァルド森林公園
- ハジール国立公園
- キャヴィール国立公園
- タール湖
- アミール・キャビール湖
- ラール自然保護区
- ヴァルジーン自然保護区

### モスク・聖廟・墓地
- ソルターニー・モスク（ファトフ・アリー・シャー創建）
- アティーグ・モスク（1663年創建）
- ムイッズ・アッ＝ダウラ・モスク（モエッゾッドウレ・モスク、ファトフ・アリー・シャー創建）
- ハーッジ・セイイェド・アズィーゾッラー・モスク（ファトフ・アリー・シャー創建）
- アリー・ジャワード・モスク（イラン最初のモダンデザインによるモスク）
- セパフサーラール・旧モスク（ガージャール朝代の著名なモスクの一つ）
- セパフサーラール・新モスク（マドレセ・モタッハリー、ガージャール朝）
- フィールスーフォッドウレ・モスク（ガージャール朝）
- モーシェロッサルタネ・モスク（ガージャール朝）
- モアイイェロルママーレク・モスク（ガージャール朝）
- シャフル・バーヌー廟
- ジャヴァーン・マルド・ガッサーブ廟 （イスラーム以前の半伝説的な英雄の墓廟）
- エマーム・ザーデ 数十ヵ所（100年以上の歴史を持つ。エマーム・ザーデ・サーレフなどがある）
- 各サッガー・ハーネ（伝統的な礼拝所）
- テキーイェ数カ所（イマーム・フサインの受難劇を上演する場所）
- エブネ・バーブーイェ墓地（タフティーやアリー・アクバル・デヘホダーなどの偉人が埋葬されている）
- ザヒーロッドウレ墓地（多くの芸術家・文化人が埋葬されている。イーラジ・ミールザー、モハンマド・タギー・バハール、フォルーグ・ファッロフザード、アボルハサン・サバー、ルーホッラー・ハーレギー、ダルウィーシュ・ハーンなど）
- コルダーン墓地（キャラジ、セルジューク朝）
- メイダナク墓地（キャラジ、13世紀）
- ポーランド人墓地（テヘラン北部、第二次世界大戦での多くのヨーロッパ人戦死者が葬られている）

### 教会
- スーレペ・ゲオウルグ教会（聖ゲオルギウス教会、1790年創建）
- ターダウース・バールトゥーギームウース教会（聖タデウス・バルトキムス教会、1808年創建）
- ターダウース教会
- エンジーリー教会（福音教会、1867年創建）
- アッシリア教会

### 城塞
- アルズハング要塞（ターレガーン、1149年創建）
- イーラジュ城塞（ヴァラーミーン）
- ゴレ・ハーンダーン城塞（ルーデヘン、サーサーン朝）
- ラシュカーン城塞（レイ、アルサケス朝）
- タッバロク城塞（アッバース朝）
- ソルヘ・ヘサール城塞（セルジューク朝）
- ケイゴバード城塞（ターレガーン、イスマーイール派）
- ギャブリ城塞（レイ、アルサケス朝代）
- ガルエ・ドフタル・タング・ゴセエル（キャラジュ近郊、セルジューク朝）のような城塞跡があるが、多くは地震で破壊された。
- ハールーン獄舎（テヘラン南郊、サーサーン朝）
- メッリー公園の外務省建築複合体

### 伝統家屋
数十の伝統家屋建築が今日まで残されているが、ほとんどはガージャール朝代のものである。
- エッテハーディエ邸宅（ガージャール朝）
- アミール・バハードル邸宅（ガージャール朝）
- エマーム・ジョムエ邸宅（1863年建築）
- アミーノッ・ソルターン邸宅（ガージャール朝）
- シャガーギー（クーシャク）邸宅（ガージャール朝）
- エマーラテ・バーゲ・フェルドウス（ガージャール朝）
- エマーラテ・ファルマーニーイェ（ガージャール朝）
- シャヒード・モダッレス邸宅（アラージャーン街区）
- ヴォスーク邸宅（1837年建築）
- モシーロッドウレ・ピール・ニヤー邸宅

ほかにも公開されている旧建築は多い。たとえばニマー・ユーシージュ家、モハンマド・モサッデグ家、アーヤトッラー・ターレガーニー家、ガヴァーモッドウレ家、エマーム・ホメイニー家、マフムード・ヘッサービー家など。

### 考古学遺跡
テヘラン周辺には多くの古代考古学遺跡が残されている。その中でも以下のようなものが有名。
- チャシュメ・アリー・タッペ（紀元前第5千年紀、ジャック・ド・モルガンによって発掘）
- ショガーリー・タッペ（紀元前第6千年紀）
- ゲイタリーエ墳墓遺構（紀元前第2千年紀）
- タッペ・ミール（ジャック・ド・モルガンによる発掘。伝説のバフラーム・グルの寺院と信じられている）
- ヴァーヴァン・タッペ（サーサーン朝）
- ガルエ・タッペ（紀元前第6千年紀、英国人バートン・ブラウンによる発掘）
- オズバキー・タッペ（在ハーシュゲルド）

### その他の観光施設など
- ミーラード・タワー（ボルジェ・ミーラード）
- アザディタワー（旧ボルジェ・シャヒィヤド）
- イラン国立図書館
- ダーロルフォヌーン（ガージャール朝期に設立された高等教育機関）
- モルワリード・カノン砲（アフシャール朝）
- シェベリーの塔（ダマーヴァンド、サーマーン朝）
- トゥグルルの塔（セルジューク朝）
- アラーオッドウレの塔（ヴァラーミーン、1276年創建）
- テヘラン大バーザール（1523年創建）
- アーブ・アンバール（古い地下貯水槽）各所
- 古カナート各所
- ヤフチャール（氷室）遺構各所
- 古橋（たとえばテヘラン北部のポレ・ルーミー（オスマン朝）。現在はトルコ大使館敷地内）
- カーレヴァーンサラーイー（キャラヴァンサライ）建築各所
- ゾロアスター教古寺院各所
- アルボルズ高等学校

### 以前のテヘラン周辺地域
テヘランの都市景観はパフラヴィー朝治下に激変した。今日に残る古い街区はアラージャーン、サングラジュ、バーザール、チャーレ・メイダーン、ドウラトである。この中でチャーレ・メイダーンがもっとも古い。

## 高等教育機関
テヘラン州の主要大学は以下の通り。
| - アッラーメ・タバータバーイー大学 - アミール・キャビール工科大学（テヘラン・ポリテクニーク） - アルザフラー大学 - バギーヤトッラー大学 - イラン科学技術大学 - エマーム・ホセイン大学 - エマーム・サーデグ大学 - イラン医科大学 - ハージェ・ナーセロッディーン・トゥースィー工科大学 - シャーヘド大学 - シャヒード・ベヘシュティー大学 - シャリーフ工科大学 - タルビヤト・モダッレス大学 - テヘラン医科大学 - テヘラン教育大学（タルビヤト・モアッレム大学） - 芸術大学 - 社会福祉・リハビリテーション大学 - テヘラン大学 - イスラーム自由大学ヴァラーミーン - イスラーム自由大学エスラームシャフル - イスラーム自由大学キャラジュ - イスラーム自由大学ルーデヘン - イスラーム自由大学テヘラン医科 - イスラーム自由大学テヘラン北 - イスラーム自由大学テヘラン南 - イスラーム自由大学テヘラン中央 - イスラーム自由大学第一地区 | - シャヒード・ベヘシュティー医科大学 - エマーム・レザー大学 - 理科大学 - テヘラン・ハディース大学 - エマーム・アリー国防大学 - 総合工科大学 - テヘラン応用科学技術大学 - テヘラン環境大学 - バーゲロルオルーム大学 - イラン国際大学 - イラン電気通信大学 - イスラーム共和国軍医大学 - NAJA（治安維持）警察大学 - 経済大学校 - 外務省国際関係大学校 - シャーヘド医科大学 - シャヒード・サッターリー航空技術大学 - イスラーム流派大学 - 石油産業大学 |